# The Rainmaker (Grisham)
The Rainmaker (De Rainmaker) is een legal thriller van de Amerikaanse auteur John Grisham, die in 1995 uitkwam en in 1997 is verfilmd. Het boek gaat over een jonge advocaat die een megaclaim tegen een verzekeringsmaatschappij instelt namens een gedupeerde familie. In de rechtszaal wordt hij geconfronteerd met een legertje geslepen topadvocaten.
Oorspronkelijk heette de verzekeringsmaatschappij in het boek Great Eastern. Toen bleek dat er een verzekeringsmaatschappij is die daadwerkelijk Great Eastern heet, is de naam in zowel het boek als de film gewijzigd in Great Benefit.

## Verhaal
Rudy Baylor, een jonge rechtenstudent van bescheiden afkomst, is bezig met afstuderen, maar voordat hij kan beginnen met werken fuseert zijn werkgever en wordt hij ontslagen. Het overnemende kantoor is Tinley Britt, een snobistisch rijk kantoor dat alleen de beste studenten van goede komaf aanneemt. Dit moet de partners overnemen om het klantenbestand te kunnen overnemen, maar de rest van het personeel wordt botweg ontslagen. Uiteraard is dit kantoor niet in Rudy geïnteresseerd. Ook zette zijn vriendin Sara hem aan de dijk, en kan Rudy zijn schulden niet meer betalen. Hij wordt failliet verklaard, uit huis gezet, en loopt alle advocatenkantoren af om werk te zoeken. In Memphis zijn de straten geplaveid met advocaten en niemand wil hem hebben.
Ten slotte komt Rudy in dienst bij een louche kantoor van ene Bruiser Stone, een kennis met criminele connecties. Hij leert hier Deck kennen en samen struinen ze de straten en ziekenhuizen af naar zaken voor het kantoor. Slechts wanneer Rudy omzet genereert verdient hij salaris, zo niet, dan krijgt hij wel leefgeld maar wordt dit als een lening gezien die hij moet terugbetalen. Rudy is diep gezonken.
Rudy begint met Deck een eigen kantoor de dag voordat het kantoor van Stone door de FBI wordt opgerold en hij kruipt langzaam uit het dal. Bovendien blijkt een van de zaken die hij voor zijn afstuderen oppikte een echte Zaak te zijn. De familie Black had een ziektekostenverzekering afgesloten bij de verzekeringsmaatschappij Great Benefit. Hun zoon Donny kreeg leukemie, maar Great Benefit weigerde een levensreddende beenmergtransplantatie te betalen. Rudy leert Donny kennen op het moment dat deze al stervende is. Hij begint een procedure tegen Great Benefit.
Great Benefit huurt ironisch genoeg Tinley Britt in voor de verdediging. Dit kantoor zet de befaamde Leo F. Drummond in, samen met nog een vennoot en drie advocaten die nog geen partner zijn. Aanvankelijk lijkt de zaak niet kansrijk: Drummond heeft jaren ervaring, kent alle trucjes en overbluft Rudy. De rechter, Harvey Hale, een oude studiemakker van Drummond, lijkt op de hand van Great Benefit. Hale dreigt dat de zaak niet succesvol in de rechtszaal zal zijn, waarop Drummond een lage schikking aanbiedt.
Maar de Blacks zijn vastbesloten de procedure door te zetten en willen niet schikken. Ze willen geen geld maar bloed zien.  Rechter Hale overlijdt en diens plaatsvervanger Tyrone Kipler (oorspronkelijk een zwarte advocaat uit een zwart burgerrechtenkantoor) voorkomt dat de vijf proceshaaien de onervaren Rudy ondersneeuwen. Ook zorgt de sluwe Deck dat een poging van Drummond om Rudy's kantoor af te luisteren zich tegen hem keert. Als de zaak uiteindelijk voorkomt verandert het voordeel van het inzetten van vijf advocaten tegenover de jury in een nadeel: ze komen intimiderend over en Rudy is nu David tegenover Goliath. En door goed te graven ontdekt Rudy een ware beerput.
Het niet uitkeren van het geld bleek onderdeel van een grotere strategie waarbij verzekerden opzettelijk en genadeloos werden belazerd. Het was beleid van de maatschappij dat verzekeringsclaims met een middelhoge tot hoge waarde altijd werden afgewezen. Door de verschillende afdelingen tegen elkaar uit te spelen wisten zelfs de Great Benefit-werknemers niet waar ze mee bezig waren. Lagere claims werden wel op de normale manier behandeld, maar in lijn met de gangbare ´acceptatie achteraf´ praktijken bij verzekeringsmaatschappijen werd ieder argument uit de kast gehaald om niet uit te hoeven betalen. De klant kreeg afwijzing na afwijzing, en gaf het uiteindelijk meestal op. Wanneer de klant met een advocaat dreigde betaalde Great Benefit direct uit met excuses. Meestal gebeurde dit echter niet omdat de meeste klanten van Great Benefit tot de onderklasse behoorden en niet durfden procederen of niet wisten wat te doen, zodat het bedrijf hier zeer veel geld mee verdiende. Great Benefit had zelfs de zaak-Black extra aandacht gegeven, omdat de claim hier $ 200.000 bedroeg, geld dat Great Benefit niet wilde betalen. Dat Donny Ray zijn ziekte niet zou overleven terwijl de verzekering te goeder trouw was afgesloten en alle premie betaald, interesseerde de concernleiding niet in het minst. Het plan was aanvankelijk bedoeld als tijdelijke pilot om de winst op te krikken, maar werd onderdeel van het beleid van Great Benefit toen de opbrengst alle verwachtingen overtrof. Rudy ontdekt dat er in andere staten ook claims en onderzoeken van de autoriteiten tegen Great Benefits lopen of worden voorbereid.
De jury kent de Blacks een schadevergoeding van $ 50,2 miljoen toe ($ 0,2 miljoen voor de transplantatie, de $ 10 miljoen geëiste schade ter vergoeding van het leed, en $ 40 miljoen extra vergeldingsschade gebaseerd op de geschatte opbrengt van de fraude), en claims van vele andere verzekerden volgen snel. Great Benefit vraagt meteen uitstel van betaling aan en wordt verwoest door fraude bij het moederbedrijf en de vele nieuwe claims die massaal worden ingediend. Het faillissement volgt snel, en Rudy zal nooit honorarium krijgen. Nadat hij een dag later Cliff, een man die zijn vrouw Kelly systematisch mishandelt, doodslaat met een honkbalknuppel, wordt het tijd om Memphis te ontvluchten. Hij rekent af met partner Deck, laat iemand anders voor de borgtocht van Kelly zorgen en ontvlucht met haar Memphis om er nooit terug te keren. Hij kan zich niet inschrijven als kiezer in de Verenigde Staten want de familie van Cliff is naar hen op zoek. Zijn vak van advocaat kan hij nooit meer uitoefenen.

#### Trivia
- Een rainmaker is in de Verenigde Staten een nieuwe werknemer die een grote profijtelijke zaak binnensleept.
- Rudy doet de zaak-Black tezamen met een andere zaak (mevr. Birdsong) op bij een praktijkcollege in een buurtcentrum voor bejaarden, waar hij bewoners met juridische problemen helpt. Aanvankelijk lijkt de zaak-Black niet kansrijk en de zaak-Birdsong veel geld waard, maar uiteindelijk blijkt het net anderson.
- Een belangrijk thema is de klassenstrijd en de tegenstelling tussen de conservatieve WASPs (Great Benefit, Tinley Britt, Rudy´s ex Sara die hem dumpt voor een Ivy Leager, rechter Hale, de snobs uit de universiteit, mevr. Birdy haar familie) versus de onderklasse die zowel blanke have-nots als de meeste zwarten omvat (Rudy zelf, Kelly, rechter Kipler, Rudy´s vriend Booker, Deck, de Blacks, de zwarte burgerrechtadvocaten en de kleinere kantoren). Onderdeel hiervan is de rassenscheiding die nog altijd zeer levendig is.
- Er zijn 3 subplots:
  - Rudy´s zoektocht naar werk. Aanvankelijk benadert hij vruchteloos alle kantoren. Vervolgens probeert hij de zaak-Black te gebruiken om een baan bij de firma van de in Memphis legendarische claimadvocaat Jonathan Lake te krijgen, maar deze firma probeert hem slechts de zaak afhandig te maken. Vervolgens komt hij bij de louche Bruiser in dienst om uiteindelijk samen met Deck, een collega van dit kantoor, voor zichzelf te beginnen. In deze hoedanigheid wint hij de zaak-Black.
  - Rudy´s opbloeiende romance met Kelly, wier man Cliff haar systematisch mishandelt met een honkbalknuppel. Uiteindelijk betrapt Cliff hem bij haar en valt hen aan, waarop Rudy Cliff het bat ontfutselt en hem doodslaat. Kelly neemt de schuld op zich, haar verhaal dat het noodweer was wordt grif geloofd omdat iedereen al wist dat Cliff haar mishandelde, en er wordt geen vervolging ingesteld. Omdat Cliffs familie nu naar beiden op zoek is, besluiten Rudy en Kelly toch Memphis te verlaten.
  - Mevrouw Birdy Birdsong wil haar testament ter waarde van miljoenen wijzigen en al haar kinderen en de meeste kleinkinderen onterven. Ze vraagt Rudy het nieuwe testament op te stellen; ze wil alles nalaten aan een televisiedominee. Omdat Rudy uit huis is gezet laat ze hem in een appartementje boven haar garage intrekken, op voorwaarde dat hij in haar tuin meehelpt. De kinderen en kleinkinderen krijgen er lucht van de oma miljoenen waard is maar haar testament wil wijzigen, openen een charme-offensief en nemen mevrouw Birdy mee naar Florida. Rudy mag blijven en op het huis mag passen. Als ze van Rudy´s overwinning hoort is haar commentaar: ´niet slecht voor een tuinknecht´. Rudy heeft echter ontdekt dat ze geen miljoenen heeft en het is nog maar de vraag hoe lang de familie nog aardig voor haar zal zijn als ze daar achter komen...